# Yeşilpınar, Ayvacık
Yeşilpınar là một xã thuộc huyện Ayvacık, tỉnh Samsun, Thổ Nhĩ Kỳ. Dân số thời điểm năm 2010 là 197 người.